# 구리하라 사다코
구리하라 사다코(栗原貞子, 1913년 3월 4일 ~ 2005년 3월 6일)는 히로시마에 거주하였다가 제2차 세계 대전 중 원자 폭탄 피폭을 받았으나 생존한 일본의 시인이다.

## 생애
1913년 히로시마 시에서 태어났다. 히로시마 현립 카베 고등여학교를 졸업했다. 학창 시절부터 단가와 시를 중심으로 창작 활동을 시작했으며, 17세 때 ≪주고쿠 신문≫ 문예면에 단가 신진 가인으로 데뷔했다. 1931년, 아나키스트인 구리하라 다다이치와 결혼했다. 1940년, 남편이 징집되어 중국으로 파병되나 병으로 제대하고 히로시마로 돌아오게 된다. 남편에게서 일본군이 중국에서 어떤 일을 하는지 전해 들은 구리하라는 그때부터 전쟁을 비판하는 시와 단가를 몰래 쓰기 시작한다. 구리하라는 히로시마에 원폭이 투하되었던 1945년 8월 6일, 폭심지로부터 4킬로미터 지점에서 피폭되어 평생을 반전, 원폭에 대한 시를 썼다,
패전 이듬해인 1946년, 그동안 몰래 써 둔 시와 단가를 묶어서 ≪검은 알≫라는 제목의 시가집을 자비로 출판했으나, 당시 점령군 총사령부의 프레스 코드에 걸려 일부가 삭제되었다. 이후 남편과 함께 주고쿠 문화 연맹을 결성해 기관지 ≪주고쿠 문화≫를 발행한다.
구리하라는 생전 500편 이상의 시를 썼다. 주로 전쟁을 비판하는 시와 단가를 끊임없이 발표했으며, 전시 중에는 인간의 존엄에 대한 시를 쓰는 등 반전시를 주로 썼다. 원폭 투하 후, 히로시마의 부상자로 북적거리는 피난소에서 아기가 태어나는 감동을 노래한 ＜낳게 합시다＞와 원폭 피해자의 시점이 아닌 전쟁 가해자의 입장에서 쓴 ＜히로시마라고 말할 때＞는 구리하라의 대표작으로 전 세계에 널리 알려져 있다. 그 밖에 원폭 피해를 고발한 시와 핵무기 개발을 규탄하는 다수의 시가 있다. 구리하라의 작품은 문학적인 측면뿐만 아니라, 반전·반핵·평화 운동 등 여러 가지 사회 운동의 중요한 텍스트로 자리매김하고 있다.
한편, 구리하라는 1975년 원전 건설을 반대하는 도쿄 핵 세미나에 참가해 자신의 원폭 체험을 전하는 등, 원전 건설 반대를 적극적으로 부르짖었다. 원수폭 금지 운동에도 적극적으로 참가하며 1982년에는 ＜문학가 반핵 성명＞의 발기인이 되어 활동했다. 2011년 3월 11일, 후쿠시마 원전 폭발 사고가 있기 훨씬 이전부터 탈핵, 탈원전을 부르짖어 왔다. 구리하라의 선견을 알 수 있다.
구리하라는 1999년 뇌경색으로 쓰러져 자택에서 요양하고 있던 상황에서도 2003년까지 해마다 원폭 기념일인 8월 6일에 시민 단체가 주최하는 집회에 휠체어를 타고 참가해 시를 낭독했다. 2003년, 자위대의 이라크 파견이 결정되자 “일본은 전쟁 포기를 세계에 선언한 나라. 미국을 추종하고 일본의 기본적인 방침을 팽개친 행위를 용서할 수 없다”는 내용의 메시지를 시민 단체에 보내는 등 활동을 멈추지 않았다. 2005년 3월 6일 향년 92세를 일기로 자택에서 노환으로 별세했다.
대표작으로 시가집 ≪검은 알≫, 시집 ≪나는 히로시마를 증언한다≫, ≪히로시마라고 말할 때≫, ≪미래는 여기서 시작된다≫, ≪핵 시대의 동화≫, ≪반핵 시가집 히로시마≫ 등이 있다. 2005년 7월 ≪구리하라 사다코 전시편≫이 출판되었다. 2008년에 구리하라가 남긴 문학 자료가 히로시마 여학원에 기증되어, 히로시마 여학원 대학 도서관 내에 ＜구리하라 사다코 평화 기념 문고＞가 개설되었다.
히로시마에 있는 구리하라의 묘비 앞에는 ‘호헌(護憲)’이라 새겨진 큰 비문이 서 있다. 그 뒷면에는 일본 헌법 제9조가 새겨져 있다.